# Nguyên Thảo (ca sĩ)
Nguyễn Nguyên Thảo (sinh ngày 20 tháng 2 năm 1980), thường được biết đến với nghệ danh Nguyên Thảo, là một nữ ca sĩ người Việt Nam.

## Cuộc đời và sự nghiệp

### 1980: Thời niên thiếu và khởi đầu sự nghiệp
Nguyễn Nguyên Thảo sinh ngày 20 tháng 2 năm 1980, tại Đà Lạt trong một gia đình có bố làm công an, thời gian sau ông chuyển sang nghề thợ chụp ảnh và mẹ cô là kế toán. Dù gia đình không có truyền thống nghệ thuật, nhưng ngay từ nhỏ cô đã có sở thích với cải lương và sau đó là tham gia phong trào ca hát của trường. Năm 7 tuổi, do gia đình gặp biến cố lớn nên dì của Thảo đã tiếp tục chăm sóc cho cô. Năm 16 tuổi, Thảo đi biểu diễn trong đoàn ca nhạc tỉnh Lâm Đồng. Để theo đuổi giấc mơ làm ca sĩ, cô đã chuyển đến Sài Gòn để lập nghiệp vào năm 2003. Tại đây, Thảo đã học thanh nhạc cô giáo Mỹ An, cũng như biểu diễn "[...] từ quán cà phê đến các đám cưới", rồi dần "Đi hát ở các phòng trà, quán bar kiếm tiền", thu âm theo đủ mọi yêu cầu và "[...] làm tất cả mọi việc để mưu sinh, thậm chí phải đi rửa bát thuê...". Thời gian này cô thường hát lại ca khúc của các diva. Thảo dần gom góp tiền kiếm được để thực hiện giấc mơ.

### 2004–2006:Suối & cỏ
Mãi cho đến năm 2004, Nguyên Thảo tìm đến nhạc sĩ Dương Thụ và ngỏ ý muốn thực hiện album cùng ông. Một thời gian sau đó, Dương Thụ đã đưa Thảo đi biểu diễn để tích lũy thêm thu nhập và "tìm ý tưởng để làm album". Cho đến khi cô mang đến một bản demo của ca khúc "Nghe mưa" mà cô thực hiện cùng Dũng Đà Lạt thì "Toàn bộ ý tưởng cho album Suối & cỏ gần như được thai nghén".
Năm 2006, Nguyên Thảo vụt sáng trong chương trình Bài hát Việt với "Giấc mơ mang tên mình" và sau đó nó đã lọt vào top bài hát hay của năm.
Cô được ông cùng êkíp Anh Quân - Huy Tuấn hỗ trợ hoàn thành CD đầu tay. theo thể loại R&B, jazz và nhạc semiclassical.
Năm 2008, Nguyên Thảo góp mặt trong album solo Thời gian để yêu của nhạc sĩ Đỗ Bảo, trong đó gồm một ca khúc chủ đề của album và "Những khung trời khác", giọng hát của Thảo khi này được đánh giá "[...] như một người khác hẳn, hấp dẫn mà không bị choáng ngợp. Dễ cảm, dễ thích và dễ yêu". Đĩa nhạc sau đó đã thành công vượt trội về cả mặt chuyên môn cũng như thương mại và trở thành "Album của năm" tại Giải thưởng Cống hiến lần thứ 4 vào năm 2009.
Năm 2010, Nguyên Thảo trình diễn ca khúc "Hướng về Hà Nội" trong chương trình Điều còn mãi.
Năm 2011, dự án cùng Võ Thiện Thanh Đối thoại với thượng đế dự kiến ra mắt trong năm nhưng sau đó bị trì hoãn phát hành đến tận năm 2024. Ngày 2 tháng 9 cùng năm, Thảo trình diễn ca khúc "Họa mi hót trong mưa" trong chương trình Điều còn mãi.

### 2012: "Họa mi hót trong mưa"
Năm 2012, Nguyên Thảo trình diễn ca khúc "Tình ca" trong chương trình Điều còn mãi.
Ngày 31 tháng 12, Nguyên Thảo chính thức phát hành video âm nhạc "Họa mi hót trong mưa", được Triệu Quang Huy đạo diễn và sản xuất bởi Film Ninja Productions.

### 2021: Đĩa đơn "Mang tiền về cho mẹ"
Tối ngày 28/12, Đen thông báo trở lại với teaser MV "Mang tiền về cho mẹ". Sáng tác mới của Đen đánh dấu lần đầu tiên nam rapper viết về mẹ từ chính những trải nghiệm của mình, được ấp ủ trong khoảng thời gian dài 4 năm. Nhưng bất ngờ thay, anh lại kết hợp với Nguyên Thảo. Đây là lần đầu tiên chị kết hợp với 1 rapper, và cũng là lần trở lại showbiz sau 2 năm vắng bóng.
Ca khúc này đã đứng vị trí thứ 1 trong bảng xếp hạng Youtube Music Trending Việt Nam chỉ sau vài giờ phát hành vào ngày 29 tháng 12.
"Mang tiền về cho mẹ" cũng chính là ca khúc đầu tiên đứng đầu bảng xếp hạng Billboard Vietnam Hot 100 sau khi ra mắt vào ngày 14 tháng 1 năm 2022.

### 2024:Nụ cười
Ngày 18 tháng 12, Nguyên Thảo phát hành album phòng thu thứ hai Nụ cười, bao gồm 6 ca khúc. Đây vốn dĩ là album lấy ý tưởng từ cuốn sách Đối thoại với Thượng đế của tác giả Neale Donald Walsch từng được cô và nhạc sĩ Võ Thiện Thanh lên kế hoạch ra mắt vào năm 2011 nhưng sau đó đã bị trì hoãn. Dự án được ấp ủ trong 16 năm và đánh dấu 18 năm kể từ khi cô ra mắt album đầu tay "Suối và Cỏ"..

## Phong cách nghệ thuật

#### Giọng hát
- Loại giọng: Light Lirico Soprano (Nữ cao trữ tình sáng mảnh)
- Quãng giọng: D3 ~ F#5 ~ A5 (2 quãng tám và 4 nốt)
- Supported range (quãng hát hỗ trợ): A3 ~ D5 ~ G5 (bao gồm giọng óc)

Nhạc sĩ Phạm Duy bày tỏ sự yêu thích của ông tới giọng hát của cô và khen ngợi về sự tinh túy trọng cả giọng lẫn lối hát của Nguyên Thảo.

## Đời tư
Năm 7 tuổi, Nguyên Thảo đã phải chứng kiến cảnh cha cô giết hại mẹ. Sau đó, cha cô đã phải đi tù và Thảo được gia đình dì (bên họ ngoại) chăm sóc. Ba tháng từ sau khi ra tù, cha của Nguyên Thảo đã tái hôn.
Năm 2013, Nguyên Thảo sinh con gái đầu lòng. Thảo cùng chồng định cư tại một căn hộ ở ven ngoại ô Thành phố Hồ Chí Minh. Cô dành thời gian chính cho gia đình và chọn lọc tham gia các buổi biểu diễn phù hợp.

## Giải thưởng
| Năm  | Giải thưởng           | Hạng mục        | Đề cử cho | Kết quả | Tham khảo |
| ---- | --------------------- | --------------- | --------- | ------- | --------- |
| 2007 | Giải thưởng Cống hiến | "Album của năm" | Suối & cỏ | Đề cử   | [ 24 ]    |
| 2025 | Giải thưởng Cống hiến | "Album của năm" | Nụ cười   | Đề cử   | [ 25 ]    |

## Danh sách đĩa nhạc

#### Album phòng thu
- Suối & cỏ (2006)
- Nụ cười (2024)

#### Album không chính thức
- Lời ru trong mưa (2004)

#### Đĩa đơn

##### Hát chính
- "Giấc mơ thủy tinh" (2009) – Nhạc phim Nữ bác sĩ

##### Hợp tác
| Tựa đề                                                  | Năm  | Vị trí xếp hạng cao nhất | Vị trí xếp hạng cao nhất |
| Tựa đề                                                  | Năm  | VN                       | VN Top Vie.              |
| ------------------------------------------------------- | ---- | ------------------------ | ------------------------ |
| "Mang tiền về cho mẹ" (Đen Vâu hợp tác với Nguyên Thảo) | 2021 | 1                        | 1                        |
| "—" Đĩa đơn không xếp hạng.                             |      |                          |                          |

## Video âm nhạc
| Năm  | Tên bài hát                          | Định dạng     | Ngày phát hành       |
| ---- | ------------------------------------ | ------------- | -------------------- |
| 2012 | "Họa mi hót trong mưa"               | Video âm nhạc | 31 tháng 12 năm 2012 |
| 2018 | "Những khung trời khác"              | Lyric video   | 11 tháng 4 năm 2018  |
| 2019 | "Thời gian để yêu"                   | Lyric video   | 10 tháng 4 năm 2019  |
| 2021 | "Mang tiền về cho mẹ" (cùng Đen Vâu) | Video âm nhạc | 29 tháng 12 năm 2021 |